# Монсон, Джефф
Дже́ффри Уи́льям Мо́нсон (англ. Jeffrey William Monson; род. 18 января 1971, Сент-Пол, Миннесота, США), более известный как Джефф Монсон (англ. Jeff Monson) — ранее американский, ныне российский спортсмен, общественный деятель. Выступал в смешанных единоборствах и бразильском джиу-джитсу. Двукратный победитель ADCC Submission Wrestling World Championship и чемпион мира по бразильскому джиу-джитсу. Бывший претендент на титул чемпиона UFC в тяжёлом весе, тренировался в American Top Team.
В 2013 году Монсон переехал в Россию, в 2018 он получил российское гражданство, а в 2023 году перестал быть гражданином США.
Депутат Совета депутатов городского округа Красногорска от партии «Единая Россия» с 9 сентября 2018 года. В сентябре 2023 года избран в парламент (Курултай) Республики Башкортостан. Он также заявлял о планах в будущем избираться в Госдуму.
В конце 2023 года Джеффри поддержал самовыдвижение Владимира Путина на выборы президента России в 2024 году и вошёл в предвыборную команду Путина.
19 июня 2024 года в Москве принял ислам, объяснив это поддержкой палестинских арабов.
4 сентября 2024 года подписал контракт в качестве тренера по физической подготовке с молодежным хоккейным клубом «Гранит-Чехов», выступающий в Национальной молодёжной хоккейной лиге, являющийся вторым молодёжным дивизионом по хоккею в России.

## Биография
Джефф Монсон родился 18 января 1971 года в городе Сент-Пол штата Миннесота США.
Получил психологическое образование, несколько лет работал с психически больными людьми.
Обучаясь в школе и университете, Монсон занимался борьбой и принимал участие в различных региональных соревнованиях. В дальнейшем он переключился на грэпплинг, где впоследствии и достиг выдающихся результатов.
22 марта 2013 года Джефф Монсон заявил, что готов сменить гражданство США на гражданство Российской Федерации.
7 сентября 2014 года Джефф вышел на ринг под гимн «Вставай, Донбасс».
20 ноября 2015 года на турнире, в котором выступал Монсон, было объявлено, что он получил российское гражданство, однако позднее выяснилось, что это оказалось пиар-ходом.
Сам Джефф прокомментировал это так:

Они поторопились просто, я вышел на бой в майке с надписью: «Я россиянин», но я имел в виду, что внутри я себя русским чувствую. А официального паспорта нет ещё, я жду подписи пока.
Российское гражданство было одобрено в декабре 2015 года и предоставлено Указом Президента России Владимира Путина 28 мая 2018 года.
В начале 2016 года получил приглашение на участие в проекте Шоу «Танцы со звёздами» в паре с актрисой Марией Смольниковой.
10 сентября 2016 года получил гражданство самопровозглашённой Луганской Народной Республики. Также был награждён медалью МВД ЛНР «За содействие органам внутренних дел». 6 октября 2016 года на турнире смешанных единоборств OFS-9 «Битва в Абхазии» получил звание почётного гражданина Республики Абхазия.
По состоянию на лето 2018 года Монсон работал тренером по физической подготовке в АНО «Спортивный клуб „Зоркий“». Является партнёром алтайского бизнесмена Владимира Кутьева.
9 сентября 2018 года Джефф Монсон стал депутатом Совета депутатов городского округа Красногорска от партии «Единая Россия».
15 февраля 2023 года Джефф Монсон заявил о том, что принял решение отказаться от американского гражданства. «Я сейчас в процессе отказа от американского гражданства. После этого у меня останется только российский паспорт», — цитирует слова Монсона «Матч ТВ».
В сентябре 2023 года Монсон избран в парламент (Курултай) Республики Башкортостан. Тогда он также заявил о планах в будущем избираться в Госдуму.
15 декабря 2023 года Монсон сообщил в интервью ТАСС о том, что ему официально пришло уведомление об удовлетворении ходатайства на отказ от гражданства США.
В конце 2023 года Джеффри Монсон поддержал выдвижение Владимира Путина как самовыдвиженца на выборы президента России в 2024 году и вошёл в предвыборную команду Путина.
В июне 2024 года публично принял ислам в центре Москвы, в знак солидарности и поддержки Палестины.
14 октября 2024 года стало известно, что Монсон в Уфе женился по мусульманским обычаям. 

## Смешанные единоборства

### 1997—2006

##### Проба сил в UFC
В смешанных боевых единоборствах 26-летний Джефф дебютировал в ноябре 1997 года. Первоначально карьера Монсона складывалась не слишком удачно. Не очень яркий послужной список молодого бойца скрасила громкая победа на чемпионате мира по грэпплингу по версии ADCC, что позволило Джеффу подписать контракт с одной из ведущих мировых организаций смешанных единоборств UFC. Однако, проиграв два из трёх проведённых боёв: победил Тима Лайчика (UFC 27) и проиграл Чаку Лидделлу по очкам (UFC 29) и Рикко Родригесу ТКО (UFC 35). Монсон отправился набираться опыта на менее престижных турнирах
Как оказалось, одного лишь мастерства в грэпплинге для успехов в смешанных единоборствах в 2000-х годах уже не хватало. Монсон всё больше уделял внимание ударной технике, в 2004 году он даже провёл три поединка по боксу на профессиональном ринге (два выиграл, один завершился в ничью). Начиная с июля 2003 года на протяжении двух с половиной лет Джефф выиграл 13 поединков подряд, завоевав чемпионские титулы в ряде второстепенных организаций (CWFC, SportFight и XFC). Достигнутые успехи позволили Монсону вернуться в UFC в феврале 2006 года.

### В высшей лиге

##### Возвращение в UFC
Одержав победу над Брэнденом Ли Хинклом, Джефф в апреле 2006 года вышел на бой с бразильцем Марсью Крусом. Крус, трёхкратный чемпион мира по бразильскому джиу-джитсу и чемпион мира по грэпплингу по версии ADCC, двумя месяцами ранее сенсационно победил экс-чемпиона UFC Фрэнка Мира и воспринимался многими как новая суперзвезда. Однако Монсон оказался сильнее, что во многом объяснялось его большим опытом выступлений в смешанных единоборствах. Одержав третью со времени возвращения в UFC победу (над Энтони Перошем), Джефф в ноябре 2006 года получил возможность биться за титул чемпиона в бою с Тимом Сильвией. Тем не менее, планка оказалась для Монсона недосягаемой — в пятираундовом поединке решением судей победа досталась действующему чемпиону.

##### Pride FC
После неудачи в титульном бою Джефф принял решение перейти из UFC во вторую крупнейшую в мире организацию — Pride FC, где в дебютном поединке в апреле 2007 года одержал верх над сильным японским бойцом Кадзуюки Фудзитой на Pride 34 — Kamikaze. Однако вскоре после этого Pride FC прекратила своё существование, в связи с чем Монсон вновь вернулся к выступлениям в организациях меньшего калибра.

### 2007—2009
Джефф Монсон за 2 года проведет 10 боев, в которых одержит 8 побед и потерпит 2 поражения. Он будет занимать нишу опытного опасного бойца высокого уровня, которому, однако, уже не было места в «высшей лиге». В сентябре 2007 Монсон будет бит Педро Хиззо (ТКО в третьем раунде), у которого и постарается взять реванш в сентябре 2009 года. Ещё одно поражение Монсону нанесет Джош Барнетт, который победит единогласным решением судей. Победы же Монсон будет одерживать в основном не над самыми сильными оппонентами (Сергей Маслобоев, Джимми Амбриц, Хаким Горам) а также над некогда сильными, но уже давно не такими грозными ветеранами (Марк Керр, Рикко Родригез). Из серьёзных оппонентов Монсон победил Роя Нельсона единогласным решением, а также Сергея Харитонова, задушенного Монсоном на второй минуте поединка.
В сентябре 2009 года в матче-реванше с Джеффом Монсоном Хиззо победил решением судей на Bitetti Combat. В послематчевом интервью он рассказал, что у него была проблема с локтем за 10 дней до боя, и именно поэтому он не мог добиваться нокаута, которого «заслужили бразильские фанаты».
В то же время в мире грэпплинга Монсон оставался выдающейся фигурой, хотя и не выступал уже в знаменитой федерации ADCC, предпочитая менее конкурентную FILA.

### 2010—2016
Проведет 9 боев из них в 7 одержит победы и в 2-х боях проиграет. Проиграет Трэвису Виуффу раздельным решением судей и на ADFC — Battle of the Champions, российскому бойцу Шамилю Абдурахимову. Несмотря на то, что Монсон считался явным фаворитом, Шамиль одержал победу единогласным судейским решением и прошёл в следующий раунд Гран-При. Первоначально планировалось, что в Гран-При примет участие и Сергей Харитонов, но по необъявленным причинам он был снят с турнира. После трёх побед подряд в Ли Мейна, Тони Лопеза, Маро Перака перейдет в Strikeforce.

#### Выступление в Strikeforce
18 июня 2011 года в рамках шоу Strikeforce: Overeem vs. Werdum состоялся поединок между американскими бойцами тяжелого веса Джеффом Монсоном (42-12) и Даниэлем Кормье (7-0). Монсон заменил травмированного Шейна Дель Росарио. Кормье победил единогласным решением судей по итогам трёх раундов. На протяжении всего боя Кормье владел ощутимым преимуществом, что в итоге отразилось на судейских записках: 30-27.

#### Бой с Полом Тейлором
9 октября 2011 года в городе Бирмингем (Англия) победил удушающим приемом сзади в конце первого раунда Пола Тейлора 1-1. Бой проходил во время подготовки Монсона к бою с Федором Емельяненко.

#### Бой с Федором Емельяненко
20 ноября 2011 года в Москве состоялся бой между Джеффом Монсоном и Фёдором Емельяненко. По итогам трёх раундов победу по очкам одержал Фёдор. По утверждению пресс-секретаря премьер-министра России, после боя зрители «угугукали» на выходящего из зала Монсона. Ряд СМИ и очевидцы указывают, что негативная реакция и свист были направлены не на Монсона, а на находившегося в тот момент на ринге Владимира Путина.

#### Первый бой с Олейником
15 марта 2012 года в Санкт-Петербурге на турнире по смешанным единоборствам M-1 Challenge 31 Джефф Монсон (44-13) победил Алексея Олейника (29-8-1). Большая часть поединка проходила в партере, где американец владел небольшим преимуществом. Олейник нанёс несколько удачных ударов в стойке, один из которых привёл к рассечению у Монсона. Судьи отдали победу американцу раздельным решением по итогам трёх раундов.

#### Первый бой с Шабан Ка
11 мая 2012 года в Париже (Франция) встретился на ринге с французом Шабаном Ка 4-1. Бой проходил по эгидой малоизвестной организации в рамках турнира 100 % Fight 11- Explosion. По итогам 3 раундов судьи выставили ничью. Судейское решение этого боя, до сих пор оставляет много вопросов.

#### Бой с Джимом Йорком
18 мая 2012 года в Сиднее (Австралия) на турнире CFC 21 — Cage Fighting Championship 21 победил новозеландца Джима Йорка 15-5. Монсон победил по итогам трёх раундов боя единогласным решением судей. Для него это был второй бой за неделю.

#### Бой с Денисом Комкиным
21 июня 2012 года в Санкт-Петербурге состоялся бой между Джеффом Монсоном и Денисом Комкиным. Монсон одержал победу удушающим приёмом («север-юг»). Обратил на себя внимание также тот факт, что Монсон, гражданин США, вышел на бой под Гимн СССР.

#### Бой с Александром Емельяненко
15 ноября 2012 года в Санкт-Петербурге состоялся бой между Джеффом Монсоном и Александром Емельяненко. Монсон одержал победу удушающим приёмом («север-юг») на четвёртой минуте второго раунда. Сразу после боя, ещё находясь на ринге, Александр Емельяненко заявил, что хочет провести ещё один бой с Джеффом Монсоном. Монсон ответил неопределённо, сказав, что уважает русских людей. Будучи верен своему обычаю удивлять, на этот раз Монсон вышел на бой под песню российской группы «Любэ» — «Комбат», заслужив аплодисменты зрителей.

#### Бой с Донг Кук Кангом
24 ноября 2012 года в городе Бусан (Южная Корея) победил местного бойца Донг Кук Канга судейским решением. бой был главным событием турнира Road FC 10.

#### Бой с Драженом Форгачем
9 марта 2013 года в Женеве (Швейцария) на турнире Strength & Honor Championship 7 победил Дражена Форгача 8-8 во втором раунде ввиду травмы колена.

#### Бой с Магомедом Маликовым
8 июня 2013 года в Ингушетии состоялся бой между Джеффом Монсоном и российским спортсменом из Дагестана Магомедом Маликовым, известным своими победами над Александром Емельяненко и Алексеем Олейником. Бой был остановлен во втором раунде по решению врачей из-за рассечения у Джеффа Монсона. Таким образом, победа была присуждена Магомеду Маликову.. Ряд вопросов вызвала организация турнира. Так, в конце первого раунда, Монсон, находясь сверху, через руку провёл захват шеи российского спортсмена, в этот момент на таймере оставалось 16 секунд до окончания раунда. Через 2 секунды таймер исчез с экрана, ещё через 6 секунд прозвучал гонг. Таким образом, раунд был остановлен на 8 секунд раньше, чем требовали правила. Учитывая позицию бойцов на момент остановки, это время могло изменить ход и результат поединка. На следующий день команда Монсона подала апелляцию на пересмотр результата боя, на следующих основаниях: 1. В тот момент, когда Джефф начал душить Маликова, прозвучал гонг означающий конец раунда, невзирая на то, что на самом деле до конца раунда было ещё 8 секунд, что есть грубейшее нарушение регламента. 2. Врачи должны останавливать бой в случае если сечка даёт обильное кровотечение, которое не удаётся остановить. Рассечение Монсона успешно замазали в начале первого раунда. В момент остановки боя сечка Монсона не кровоточила, что делает решение медиков о снятии спортсмена некорректным.

#### Реванш с Олейником
20 июня 2013 года в Харькове состоялось шоу OC — Oplot Challenge 67, в главном поединке которого встречались Алексей Олейник и Джефф Монсон. На протяжении всего поединка Олейник выглядел предпочтительнее своего противника. Ближе к концу второго раунда Алексей потряс Джеффа несколькими ударами в стойке, в результате чего Монсон оказался на полу. Олейнику удалось занять позицию сзади противника и провести удушающий приём. Это был второй бой для Джеффа меньше чем за две недели.

#### Бой с Сатоши Ишии
20 октября 2013 года в Санкт Петербурге Джефф принял участие в турнире Challenge 42 под эгидой компании M-1 Global против олимпийского чемпиона по дзюдо Сатоси Исии (Япония), известного также благодаря поединку с Фёдором Емельяненко. Сатоси Исии победил Монсона по очкам.

#### Бой с Майком Хейсом
2 ноября 2013 года на турнире Cage Warrior Combat 9: Hayes vs. Monson в городе Кент (штат Вашингтон) сразился с известным Майком Хейсом. Весь поединок Джефф Монсон пытался перевести бой в партер, но Майк Хэйс успешно рвал дистанцию и наносил точные удары. В середине 3-го раунда точным хай-киком левой ноги Хэйс пробил в голову Джеффа от которого он упал на настил восьмиугольника. Хэйс тут же бросился на добивание, но рефери видя что Монсон в нокауте остановил поединок. Победа досталась Майку Хэйсу.
22 марта 2014 года в Казахстане на турнире Diamond Fight — Дружба проиграл местному бойцу Шахмаралу Джетписову 2-2. Формат боя составлял два раунда по пять минут, но по истечении 10 минут боя выявить победителя не удалось, поэтому был назначен 3-й дополнительный раунд. Изрядно уставший 43-летний «Снеговик» пропустил несколько ударов в голову и оказался в нокауте так, что добивать казаху не пришлось, хоть он всё же и успел нанести один удар по лежащему противнику который долго не мог подняться на ноги после отмашки рефери.
4 апреля 2014 года В Оренбурге в рамках турнира M-1 Challenge 47 состоялся реванш между Джеффом Монсоном и французом Шабаном Ка. Монсон потерпел поражение техническим нокаутом в первом раунде. Эта неудача стала для 43-летнего Джеффа уже 5 подряд если не считать победу в выставочном бою с Комкиным.

#### Пятидесятая победа
29 августа 2014 года в рамках Fight Times Promotions' во Флориде победил Кевина Брукса. Схватка продолжалась недолго — уже в первом раунде Снеговик провёл свой коронный прием «север-юг» и заставил соперника сдаться. Общее время поединка — 1 минута 8 секунд. Это 50-я победа в карьере Монсона.
5 сентября 2014 года провёл свой 70-й бой по правилам ММА. На этот раз его соперником стал боец из Мордовии, Дмитрий Титков. Бой прошёл на турнире Fight Stars: Saransk vs. Penza. Бой длился три раунда по пять минут. Несмотря на напор американца, Дмитрий держался уверенно и ловко уходил от борьбы, смело нанося сопернику удары. В итоге Дмитрий Титков победил по очкам.
С сентября 2014 года по февраль 2015 года одержал 5 побед подряд сабмишенами, в том числе 3-победы своим коронным приемом «север — юг».
3 апреля 2015 года на турнире Fight Time 24: MMA Kings в Fort Lauderdale, Флорида (США) проиграл техническим нокаутом в пятом раунде на отметке 1:42 американцу D.J. Linderman 16-9.
30 апреля 2015 года проиграл казахстанскому бойцу Евгению Егембердиеву 1-0 в поединке в рамках турнира МА RPAP. Отмечается, что победу Егембердиеву судьи присудили единогласным решением, что свидетельствует о существенном преимуществе по ходу поединка казахстанского бойца. Поединок состоялся в Капшагае, сообщается в группе Alash Pride ВКонтакте.
6 июня 2015 года в Хабаровске на турнире по смешанным единоборствам — «Кубок мэра» по ММА проиграл Евгению Ерохину 9-4. С первых же секунд боя стало совершенно ясно, что Монсон просто не готов к борьбе. У него постоянно выпадала капа. Затем американец просто садился на пол и имитировал попытки зацепить своего соперника ногами. Евгений Ерохин легко избегал этой мнимой опасности и на первых порах, как вежливый хозяин, не решался добивать сидящего соперника. Однако во втором раунде ему это надоело, и серией ударов в голову хабаровчанин прервал бой.
6 сентября 2015 года победил по очкам по итогам 3 раундов Дениса Комкина на ежегодном международном турнире по смешанным единоборствам Fightspirit Championship 5 (организаторы — муниципалитет г. Колпино и Союз ММА).
19 сентября 2015 года в Бишкеке в рамках турнира по смешанным боям (MMA) Jush kuch fighting championship проиграл кыргызстанцу Замирбеку Сыргабаеву. Монсон вышел на ринг-треугольник под российским флагом и провёл полных три раунда по пять минут. Первый раунд прошёл в равном бою, и бойцы одинаково пропускали удары и вместе с тем наносили их одинаково. Во втором раунде в основном Монсон защищался, чем атаковал, а также пропустил несколько серьёзных ударов в голову. В партере, находясь снизу, старался выйти из крючка соперника. К заключительному раунду бойцы немного подустали, и к середине последней пятиминутки внизу оказался Сыргабаев, против которого соперник старался применить удушающий прием — треугольник. Однако спустя время ввиду безуспешности приема судья разнял спортсменов. Однако Монсон достоял до конца боя, и по итогам трёх раундов единогласным решением судей победу одержал кыргызстанец Сыргабаев.
26 сентября 2015 года на турнире по боям без правил «Щит-Пересвет-2» в Москве рязанский боец Николай Савилов (клуб «Арта») доминировал весь поединок ударил лежачего Монсона ногой после гонга, за что получил досрочную дисквалификацию и автоматический проигрыш.
«Весь бой Николай Савилов доминировал над Джефом Монсоном, избегал партера, расстреливал ударами, — говорится на официальной странице клуба. — В конце раунда нанёс запрещенный удар ногой в голову. Джефф оказался в глубоком нокауте и не смог продолжать поединок. В связи с этим Николай был дисквалифицирован». Отмечается, что после боя Николай Савилов вместе с представителями клуба извинились перед американским спортсменом.
20 ноября 2015 года победил победил Константина Скрелю на турнире Octagon Fighting Sensation 6 в Москве. Монсон, который в сентябре обратился с просьбой предоставить ему российское гражданство, одержал победу уже в первом раунде своим коронным приемом «север-юг».
25 декабря 2015 года Джефф Монсон, впервые выступавший под флагом России, вышел на бой против 23-летнего камерунца Дональда Нджатаху в титульном бое по версии Mix-Fight-Combat. Поединок, прошедший на «Арене-Химки», не продлился и полного раунда. Камерунец одержал победу нокаутом в 1 раунде над 44-летним Джеффом. Нджатах двигался вокруг своего соперника, а затем выбросил мощный удар справа, после которого Монсон упал лицом вниз, и рефери сразу же остановил поединок.

### 2016—2023
19 марта 2016 года Джефф Монсон (59-25-1) победил своим удушающим коронным приемом «север-юг» в первом раунде 27-летнего Антона Лоткова (1-1) на турнире Fight Stars 2 в Балаково Саратовской области. Это была его первая победа под российским флагом.
В мае 2016 года состоялся бой 45-летнего Джеффа Монсона против молодого российского бойца — Ивана Штыркова. Бой завершился спустя полминуты после начала, победой Штыркова болевым приёмом. Спустя три дня после боя Монсон заявил, что организаторы боя повели себя нечестно. По его словам, он не мог драться в полную силу из-за травмы бицепса, и заранее предупредил об этом организаторов. Однако по их настоянию Монсон согласился выйти на ринг, но провести лишь показательный бой.
22 октября 2016 года на турнире «Industrials. Battle in Belgorod», состоялся поединок c бойцом и ринг-анонсером Алексом Кардо 1-2. С началом боя Кардо по прозвищу «Бизон» пару раз попытался накинуться на «Снеговика», но безрезультатно. Во втором раунде Джефф перевёл бой в партер и там уже воспользовался своим коронным приёмом «север-юг». Судья вынужден был остановить поединок.
29 октября 2022 года в Хабаровске состоялся турнир промоушена Draka MMA, в главном поединке которого встретились два ветерана — Джефф Монсон сразился с Александром Ильясовым 3-2 по правилам ММА. Согласно Sherdog, его последний поединок прошёл в ноябре 2012-го. Бой закончился очень быстро, во втором раунде. Монсон попробовал опрокинуть Ильясова, схватив за ногу, но Александр отскочив назад ударил ногой противника и попал в челюсть. Удар был запрещенный, и тот не смог продолжить встречу. С ринга его уже унесли на носилках. Сам бой признали несостоявшимся.

## Бои по профессиональному боксу
26 октября 2021 года по правилам бокса проиграл единогласным решением судей (36-40, 36-40, 36-40) кулачному бойцу 26-летнему Тимуру Никулину 6-2. Бой продлился все запланированные четыре раунда и завершился победой Никулина единогласным решением судей. Поединок проходил в Москве на турнире промоушена Pravda.

#### Завершение карьеры в боксе
19 августа 2023 года в Москве прошло очередное шоу «Бойцовского клуба РЕН ТВ». В рамках шоу два ветерана ММА Олег Тактаров и Джефф Монсон провел бой по модифицированным боксерским правилам. В начале поединка соперники еще пытались боксировать, однако постепенно все чаще стали переходить в клинч, где продолжали бить друг друга несмотря на команды рефери. Во втором и третьем соперники и вовсе начали проводить тейкдауны, делать попытки болевых приемов и пинать ногами друг друга, полностью игнорируя команды рефери. В итоге в поединке была объявлена ничья. После боя Монсон объявил что завершил карьеру в боксе "Я завершил карьеру в боксе, уже все. Устал от бокса. Теперь только по ММА— заявил Монсон.

#### Бой с Артемом Тарасовым
29 марта 2025 года в Минске рамках турнира лиги «Осьминог», в боксёрском поединке проиграл в боксерском поединке блогеру Артему Тарасову. По итогам четырёх раундов по три минуты победу единогласным судейским решением одержал Тарасов. Изначально оппонентом Тарасова должен был стать Александр Емельяненко, но он лег на операцию. Так же Монсон объявил, что поединок в июле будет точно последним. 

## Бои на голых кулаках и по грэпплингу
16 сентября 2013 года в Санкт-Петербурге в турнире «Новая История» серии «Колизей» Джефф Монсон принял участие в выставочном бою по правилам спортивного самбо против уже известного ему бойца из Санкт-Петербурга Дениса Комкина. Джефф Монсон победил россиянина разделённым решением судей по итогам трёх раундов.
25 марта 2017 года провёл реванш по грэпплингу с россиянином Николаем Савиловым 3-2. Матч состоялся в Рязани и длился 10 минут, победитель объявлялся только в случае сдачи одного из оппонентов. Ни Савилов, ни Монсон не смогли довести ни одного болевого или удушающего до конца. решение судей — ничья. Первая встреча бойцов состоялась в 2015 году и проходила по правилам ММА. Савилов нанёс удар ногой по Монсону после окончания раунда и нокаутировал его. В результате, Николай был дисквалифицирован, а победа присуждена Монсону.
Джефф Монсон проиграл россиянину Александру Емельяненко в бою на голых кулаках на турнире «Россия против США», который прошёл в Москве 23 февраля 2022 года. Поединок продлился три раунда по две минуты. Судьи единогласным решением отдали победу 40-летнему Емельяненко. 51-летний американец получил серьёзные повреждения лица во время боя. В первом раунде он побывал в нокдауне, но смог продолжить поединок и довести его до конца. После поражения Монсон признался, что его соперник был лучше в этом бою. Также он поблагодарил российских болельщиков. Напомним, ранее бойцы уже встречались в ноябре 2012 года. Тогда по правилам MMA Александр проиграл Джеффу во 2-м раунде.

## Убеждения
Во время жизни в США Джефф Монсон в интервью позиционировал себя так: «Я анархист, тот, кто хочет покончить с классовой иерархией в обществе и теми институтами, что порождают это неравенство». Джефф состоял в ИРМ, его спонсировал AK Press, и у него есть несколько тематических татуировок на теле, среди которых (на правом плече) — русские слова «свобода» и «солидарность», изображение серпа и молота на левой голени, а также красно-чёрная звезда на груди — символ анархо-коммунизма. Одну из своих татуировок Монсон сделал в Оренбурге в 2014 году.
14 января 2009 года в Вашингтоне Монсона обвинили в злоумышленном причинении вреда имуществу первой степени за то, что он совершил акт вандализма, нарисовав краской символы анархии и мира, а также сделав надписи «нет нищете» и «нет войне» на колоннах Капитолия. Ордер выдал верховный судья округа Терстон, когда фотографии Монсона, рисующего баллончиком, появились в журнале «ESPN». 29 июля 2009 года Монсон признал вину и получил 90 дней тюремного заключения и 21 894 доллара штрафа.
Весной 2016 года Джефф заявил, что желает вступить в КПРФ, отметив: «Как ярый приверженец коммунистической мысли я уверен, что социализм — это единственный путь к мирному существованию человечества».
В июне 2018 года Монсон прошёл праймериз «Единой России» и получил возможность выдвинуться в городской совет Красногорска. На выборах, прошедших 9 сентября 2018 года, избран депутатом Совета депутатов городского округа Красногорск. Избран по единому избирательному округу. На октябрь 2018 года информация о времени и месте приёма избирателей депутатом Монсоном Джеффри Уильямом отсутствовала.
В марте 2022 года раскритиковал обращение Арнольда Шварценеггера к россиянам по поводу вторжения России на Украину (в котором последний обвинил российскую власть в агрессии и дезинформации населения), напомнив о несоблюдении так называемой договорённости нерасширения НАТО на восток, а также о том, что боевые действия в Донбассе и на Украине начались ещё в 2014 году.
В августе 2023 года Джефф Монсон поддержал желание американского боксёра Кевина Джонсона сменить имя в честь президента РФ Владимира Путина. 8 августа в интервью телеканалу «РЕН ТВ» Кевин Джонсон заявил о желании сменить имя на Кевин Владимирович.

## Проекты вне спорта
В 2016 году Джефф Монсон принимал участие как актёр в съёмках российского исторического фильма-драмы «Александр Пересвет — Куликово эхо», где сыграл роль русского боярина.
В ноябре 2021 года в интервью Луганскинформцентру Монсон заявил, что планирует снять фильм о самопровозглашённых Донецкой и Луганской Народных Республиках: «Мы хотим показать западному миру, что эта война еще идёт, люди страдают из-за этого конфликта. И мы хотим помогать людям [в Донбассе], как можем, например, делая этот фильм».
В 2024 году в России был показан художественный фильм «Алдан», в качестве одного из актёров в котором указан Джефф Монсон. Фильм снимали в Якутии и в оккупированой Запорожской области Украины.

## Титулы и достижения
- 2023: Орден Дружбы народов Республики Башкортостан (Россия)[72].
- 2012: Чемпионат мира по грэпплингу FILA (без ги)  +100 кг
- 2009: Чемпионат мира по грэпплингу ADCC  +99 кг
- 2008: Чемпионат мира по грэпплингу FILA (без ги)  125 кг
- 2007: Чемпионат мира по грэпплингу FILA (без ги)  125 кг
- 2007: Чемпионат мира по бразильскому джиу-джитсу (без ги)  Откр.
- 2007: Чемпионат мира по бразильскому джиу-джитсу (без ги)  +97,5 кг
- 2005: Чемпионат мира по ADCC  +99 кг
- 2001: Чемпионат мира по грэпплингу ADCC  +99 кг
- 2000: Чемпионат мира по грэпплингу ADCC  99 кг
- 1999: Чемпионат мира по грэпплингу ADCC  99 кг

## Статистика в профессиональном ММА
| Боёв 88  | Побед 60 | Поражений 27 |
| -------- | -------- | ------------ |
| Нокаутом | 5        | 9            |
| Сдачей   | 36       | 4            |
| Решением | 18       | 14           |
| Другие   | 1        | 0            |
| Ничьи    | 1        | 1            |

| Результат | Рекорд  | Соперник              | Способ                                              | Турнир                                                             | Дата             | Раунд | Время | Место                      | Примечание                                |
| --------- | ------- | --------------------- | --------------------------------------------------- | ------------------------------------------------------------------ | ---------------- | ----- | ----- | -------------------------- | ----------------------------------------- |
| Победа    | 60-26-1 | Шеннон Ритч           | Болевым приёмом                                     | A-FIGHT                                                            | 9 октября 2016   | 1     | 6:10  | Невинномысск, Россия       |                                           |
| Поражение | 59-26-1 | Иван Штырков          | Болевым приёмом                                     | Titov Boxing Promotion — Monson vs. Shtyrkov                       | 6 мая 2016       | 1     | 0:31  | Екатеринбург, Россия       |                                           |
| Победа    | 59-25-1 | Антон Лотков          | Удушающим приёмом «север-юг»                        | Fight Star — Battle of Heavyweights                                | 19 марта 2016    | 1     | 1:45  | Балаково, Россия           |                                           |
| Поражение | 58-25-1 | Дональд Нжатах        | Нокаутом                                            | MFC — Mix Fight Combat                                             | 25 декабря 2015  | 1     | 0:50  | Химки, Россия              |                                           |
| Победа    | 58-24-1 | Константин Скреля     | Удушающим приёмом                                   | OFS: Octagon Fighting Sensation 6                                  | 20 ноября 2015   | 1     | 2:13  | Москва, Россия             |                                           |
| Победа    | 57-24-1 | Николай Савилов       | Дисквалификация соперника (soccer kick после гонга) | Shield-Peresvet Challenge 3                                        | 26 сентября 2015 | 1     | 5:00  | Москва, Россия             |                                           |
| Поражение | 56-24-1 | Замирбек Сыргабаев    | Единогласное решение                                | JFC: Jashkuch Fighting Championship                                | 19 сентября 2015 | 3     | 5:00  | Бишкек, Кыргызстан         |                                           |
| Победа    | 56-23-1 | Денис Комкин          | Единогласное решение                                | Fightspirit Championship-2                                         | 06 сентября 2015 | 3     | 5:00  | Колпино, Россия            |                                           |
| Поражение | 55-23-1 | Евгений Ерохин        | Технический нокаут (удары)                          | Кубок мэра                                                         | 06 июня 2015     | 2     | 4:43  | Хабаровск, Россия          |                                           |
| Поражение | 55-22-1 | Евгений Егембердиев   | Единогласное решение                                | Alash Pride                                                        | 30 апреля 2015   | 3     | 5:00  | Астана, Казахстан          |                                           |
| Поражение | 55-21-1 | Ди Джей Линдерман     | Технический нокаут (удары)                          | Fight Time 24 — MMA kings                                          | 03 апреля 2015   | 5     | 1:42  | Форт-Лодердейл, США        |                                           |
| Победа    | 55-20-1 | Александр Столяров    | Удушающим приёмом                                   | OFS — Octagon Fighting Sensation 3                                 | 28 февраля 2015  | 3     | 4:29  | Ярославль, Россия          |                                           |
| Победа    | 54-20-1 | Владимир Непочатов    | Удушающим приёмом («север-юг»)                      | OC — Oplot Challenge 108                                           | 21 февраля 2015  | 1     | 2:40  | Москва, Россия             |                                           |
| Победа    | 53-20-1 | Илья Щеглов           | Удушающим приёмом                                   | Великий бой на Алтае (Altay Great Battle)                          | 28 ноября 2014   | 2     | 3:54  | Барнаул, Россия            |                                           |
| Победа    | 52-20-1 | Евгений Быков         | Удушающим приёмом                                   | Бойцовское шоу «Гладиатор»                                         | 22 ноября 2014   | 1     | 1:16  | Троицк, Россия             |                                           |
| Победа    | 51-20-1 | Михаил Шейн           | Удушающим приёмом                                   | Fight Stars: Битва на Суре — 2                                     | 21 сентября 2014 | 2     | 4:05  | Пенза, Россия              |                                           |
| Поражение | 50-20-1 | Дмитрий Титков        | Единогласное решение                                | Fight Star                                                         | 5 сентября 2014  | 3     | 5:00  | Саранск, Россия            |                                           |
| Победа    | 50-19-1 | Кевин Брукс           | Удушающим приёмом «север-юг»                        | Fight Time Promotions — Fight Time 20                              | 29 августа 2014  | 1     | 1:08  | Форт-Лодердейл, США        |                                           |
| Поражение | 49-19-1 | Шабан Ка              | Технический нокаут (удары)                          | M-1 Challenge 47                                                   | 4 апреля 2014    | 1     | 1:31  | Оренбург, Россия           |                                           |
| Поражение | 49-18-1 | Шахмарал Джетписов    | Нокаутом                                            | Diamond Fight — Дружба                                             | 22 марта 2014    | 3     | 3:48  | Алматы, Казахстан          |                                           |
| Поражение | 49-17-1 | Майк Хейз             | Технический нокаут (удары)                          | CWC 9 — Cage Warrior Combat 9                                      | 2 ноября 2013    | 3     | 1:21  | Кент, США                  |                                           |
| Поражение | 49-16-1 | Сатоси Исии           | Единогласное решение                                | M-1 Challenge 42                                                   | 20 октября 2013  | 3     | 5:00  | Санкт-Петербург, Россия    |                                           |
| Поражение | 49-15-1 | Алексей Олейник       | Удушающим приёмом                                   | Oplot Challenge 67                                                 | 20 июня 2013     | 2     | 3:28  | Харьков, Украина           |                                           |
| Поражение | 49-14-1 | Магомед Маликов       | Травма (TKO)                                        | M-1 Challenge 40                                                   | 8 июня 2013      | 2     | 2:58  | Джейрах,Россия             |                                           |
| Победа    | 49-13-1 | Дражен Форгач         | Травма (TKO)                                        | Strength & Honor Championship 7                                    | 9 марта 2013     | 2     | 0:58  | Женева, Швейцария          |                                           |
| Победа    | 48-13-1 | Канг Донг Гук         | Единогласное решение                                | Road FC 10                                                         | 24 ноября 2012   | 3     | 5:00  | Пусан, Южная Корея         |                                           |
| Победа    | 47-13-1 | Александр Емельяненко | Удушающим приёмом («север-юг»)                      | M-1 Challenge 35                                                   | 15 ноября 2012   | 2     | 3:17  | Санкт-Петербург, Россия    |                                           |
| Победа    | 46-13-1 | Денис Комкин          | Удушающим приёмом («север-юг»)                      | M-1 Global: Fedor vs. Rizzo                                        | 21 июня 2012     | 1     | 1:58  | Санкт-Петербург, Россия    |                                           |
| Победа    | 45-13-1 | Джим Йорк             | Единогласное решение                                | CFC 21 — Cage Fighting Championship 21                             | 18 мая 2012      | 3     | 5:00  | Сидней, Австралия          |                                           |
| Ничья     | 44-13-1 | Шабан Ка              | Ничья                                               | 100 % Fight 11 — Explosion                                         | 11 мая 2012      | 3     | 5:00  | Париж, Франция             |                                           |
| Победа    | 44-13   | Алексей Олейник       | Раздельное решением судей                           | M-1 Challenge 31                                                   | 16 марта 2012    | 3     | 5:00  | Санкт-Петербург, Россия    |                                           |
| Поражение | 43-13   | Фёдор Емельяненко     | Единогласное решение                                | M-1 Global: Fedor vs. Monson                                       | 20 ноября 2011   | 3     | 5:00  | Москва, Россия             |                                           |
| Победа    | 43-12   | Пол Тэйлор            | Удушающим приёмом                                   | Sprawl n Brawl 8: Return of the Cyborg                             | 9 октября 2011   | 1     | 4:20  | Эдгбастон, Англия          |                                           |
| Поражение | 42-12   | Дэниел Кормье         | Единогласное решение                                | Strikeforce: Overeem vs. Werdum                                    | 18 июня 2011     | 3     | 5:00  | Даллас, США                |                                           |
| Победа    | 42-11   | Маро Перак            | Единогласное решение                                | Strength & Honor Championship 4: Monson vs. Perak                  | 30 апреля 2011   | 3     | 5:00  | Женева, Швейцария          |                                           |
| Победа    | 41-11   | Тони Лопес            | Единогласное решение                                | Fight Time 4: MMA Heavyweight Explosion                            | 1 апреля 2011    | 5     | 5:00  | Форт-Лодердейл, США        |                                           |
| Победа    | 40-11   | Ли Мейн               | Удушающим приёмом («гильотина»)                     | Cage Fighting Manitoba 1                                           | 7 января 2011    | 1     | 3:31  | Виннипег, Канада           |                                           |
| Победа    | 39-11   | Сергей Шеметов        | Удушающим приёмом                                   | Israel FC: Genesis                                                 | 9 ноября 2010    | 1     | 4:09  | Тель-Авив, Израиль         |                                           |
| Победа    | 38-11   | Трэвис Фултон         | Удушающим приёмом                                   | Elite Promotions/Fight Time Promotions: Fight Time 2               | 23 октября 2010  | 1     | 4:40  | Помпано-Бич, США           |                                           |
| Победа    | 37-11   | Дэйв Кили             | Удушающим приёмом («север-юг»)                      | KUMMA: Kings of the North                                          | 4 сентября 2010  | 1     | 1:41  | Ланкашир, Англия           |                                           |
| Победа    | 36-11   | Джейсон Гуида         | Удушающим приёмом                                   | Elite Promotions/Fight Time Promotions: Fight Time 1               | 21 августа 2010  | 2     | 3:04  | Помпано-Бич, США           |                                           |
| Победа    | 35-11   | Убиратан Мариньо Лима | Единогласное решение                                | Impact FC 1                                                        | 10 июля 2010     | 3     | 5:00  | Брисбен, Австралия         |                                           |
| Поражение | 34-11   | Шамиль Абдурахимов    | Единогласное решение                                | Abu Dhabi Fighting Championship                                    | 14 мая 2010      | 3     | 5:00  | Абу-Даби, ОАЭ              |                                           |
| Поражение | 34-10   | Трэвис Виуфф          | Раздельное решением судей                           | XKL Evolution 2                                                    | 24 апреля 2010   | 3     | 5:00  | Миннеаполис, США           |                                           |
| Победа    | 34-9    | Франсиско Нонато      | Удушающим приёмом («гильотина»)                     | 100 % Fight II                                                     | 13 марта 2010    | 1     | 2:27  | Париж, Франция             |                                           |
| Победа    | 33-9    | Джон Браун            | Раздельное решением судей                           | 5150 Combat League / Xtreme Fighting League: New Year’s Revolution | 16 января 2010   | 3     | 5:00  | Талса, США                 |                                           |
| Поражение | 32-9    | Педру Риззу           | Единогласное решение                                | Bitetti Combat MMA 4                                               | 12 сентября 2009 | 3     | 5:00  | Рио-де-Жанейро, Бразилия   |                                           |
| Победа    | 32-8    | Джимми Амбрис         | Удушающим приёмом                                   | Total Combat 33: Bad Intentions                                    | 11 июля 2009     | 1     | 1:09  | Мехико, Мексика            |                                           |
| Победа    | 31-8    | Сергей Харитонов      | Удушающим приёмом («север-юг»)                      | Dream 8                                                            | 5 апреля 2009    | 1     | 1:42  | Нагоя, Япония              |                                           |
| Победа    | 30-8    | Сергей Маслобоев      | Удушающим приёмом («север-юг»)                      | Cage Wars Championship: Decade                                     | 29 марта 2009    | 2     | 2:30  | Белфаст, Северная Ирландия |                                           |
| Победа    | 29-8    | Рой Нельсон           | Единогласное решение                                | March Badness                                                      | 21 марта 2009    | 3     | 5:00  | Пенсакола, США             |                                           |
| Победа    | 28-8    | Рикко Родригес        | Единогласное решение                                | MFA: There Will Be Blood                                           | 13 декабря 2008  | 3     | 5:00  | Нью-таун, США              |                                           |
| Победа    | 27-8    | Джимми Амбрис         | Удушающим приёмом («север-юг»)                      | Beatdown: 4 Bears Casino                                           | 11 октября 2008  | 1     | 1:50  | Нью-таун, США              |                                           |
| Победа    | 26-8    | Марк Керр             | Удушающим приёмом                                   | Vengeance FC                                                       | 27 сентября 2008 | 1     | 3:15  | Конкорд, США               |                                           |
| Поражение | 25-8    | Джош Барнетт          | Единогласное решение                                | World Victory Road Presents: Sengoku 2                             | 18 мая 2008      | 3     | 5:00  | Токио, Япония              |                                           |
| Победа    | 25-7    | Хаким Горэм           | Единогласное решение                                | Platinum Fighting Productions: Ring of Fire                        | 9 декабря 2007   | 3     | 5:00  | Кесон-Сити, Филиппины      |                                           |
| Поражение | 24-7    | Педру Риззу           | Технический нокаут (удары)                          | Art of War 3                                                       | 1 июля 2007      | 3     | 2:40  | Даллас, США                |                                           |
| Победа    | 24-6    | Кадзуюки Фудзита      | Удушающим приёмом                                   | Pride 34                                                           | 8 апреля 2007    | 1     | 6:37  | Сайтама, Япония            |                                           |
| Поражение | 23-6    | Тим Сильвия           | Единогласное решение                                | UFC 65                                                             | 18 ноября 2006   | 5     | 5:00  | Сакраменто, США            | Бой за титул чемпиона UFC в тяжёлом весе. |
| Победа    | 23-5    | Энтони Перош          | Технический нокаут (удары)                          | UFC 61                                                             | 8 июля 2006      | 1     | 2:43  | Лас-Вегас, США             |                                           |
| Победа    | 22-5    | Марсио Круз           | Раздельное решением судей                           | UFC 59                                                             | 15 апреля 2006   | 3     | 5:00  | Анахайм, США               |                                           |
| Победа    | 21-5    | Брэнден Ли Хинкл      | Удушающим приёмом («север-юг») (технически)         | UFC 57                                                             | 4 февраля 2006   | 1     | 4:35  | Лас-Вегас, США             |                                           |
| Победа    | 20-5    | Марк Эммануэль        | Удушающим приёмом                                   | Cage Warriors Strike Force 4: Night of Champions 2005              | 26 ноября 2005   | 1     | 0:58  | Ковентри, Англия           |                                           |
| Победа    | 19-5    | Девин Коул            | Единогласное решение                                | X Fighting Championships: Dome of Destruction 3                    | 15 октября 2005  | 3     | 5:00  | Такома,США                 |                                           |
| Победа    | 18-5    | Джей Уайт             | Удушающим приёмом                                   | SportFight 12: Breakout                                            | 16 сентября 2005 | 1     | 1:21  | Портленд, США              |                                           |
| Победа    | 17-5    | Рич Уилсон            | Болевым приёмом                                     | Extreme Wars                                                       | 2 июля 2005      | 1     | 1:56  | Гонолулу, США              |                                           |
| Победа    | 16-5    | Тенгиз Тедорадзе      | Удушающим приёмом                                   | Cage Warriors Fighting Championships: Ultimate Force               | 30 апреля 2005   | 1     | 1:59  | Шеффилд, Англия            |                                           |
| Победа    | 15-5    | Джей Уайт             | Травма                                              | Euphoria MFC: USA vs. the World                                    | 26 февраля 2005  | 1     | 4:07  | Атлантик-Сити, США         |                                           |
| Победа    | 14-5    | Брайан Стромберг      | Удушающим приёмом                                   | SportFight 8: Justice                                              | 7 января 2005    | 1     | N/A   | Грешам, США                |                                           |
| Победа    | 13-5    | Тенгиз Тедорадзе      | Удушающим приёмом                                   | Cage Warriors 9                                                    | 18 декабря 2004  | 1     | 3:51  | Шеффилд, Англия            |                                           |
| Победа    | 12-5    | Пэт Стано             | Технический нокаут                                  | Euphoria MFC: Road to the Titles                                   | 15 октября 2004  | 2     | 3:11  | Атлантик-Сити, США         |                                           |
| Победа    | 11-5    | Карлос Клейтон        | Единогласное решение                                | Absolute Fighting Championships: Brazil 1                          | 28 августа 2004  | 3     | 5:00  | Рио-де-Жанейро, Бразилия   |                                           |
| Победа    | 10-5    | Дон Ричардс           | Удушающим приёмом («север-юг»)                      | Iron Heart Crown 7: The Crucible                                   | 5 июля 2004      | 2     | 2:25  | Хаммонд, США               |                                           |
| Победа    | 9-5     | Джо Най               | Удушающим приёмом                                   | Mass Destruction 12                                                | 16 августа 2003  | 1     | 3:02  | Таунтон, США               |                                           |
| Победа    | 8-5     | Майк Делэни           | Удушающим приёмом                                   | AFC 4: Absolute Fighting Championships 4                           | 19 июля 2003     | 1     | 4:27  | Форт-Лодердейл, США        |                                           |
| Поражение | 7-5     | Форрест Гриффин       | Единогласное решение                                | WEFC 1: Bring it On                                                | 29 июня 2002     | 4     | 4:20  | Мариетта, США              |                                           |
| Поражение | 7-4     | Рикко Родригес        | Технический нокаут (удары)                          | UFC 35                                                             | 11 января 2002   | 3     | 5:00  | Анкасвилл, США             |                                           |
| Победа    | 7-3     | Роман Ройтберг        | Удушающим приёмом («север-юг»)                      | AMC Pankration: Revenge of the Warriors                            | 21 июля 2001     | 1     | N/A   | Рочестер, США              |                                           |
| Поражение | 6-3     | Чак Лидделл           | Единогласное решение                                | UFC 29                                                             | 16 декабря 2000  | 3     | 5:00  | Токио, Япония              |                                           |
| Победа    | 6-2     | Тим Лэджкик           | Единогласное решение                                | UFC 27                                                             | 22 сентября 2000 | 2     | 5:00  | Новый Орлеан, США          |                                           |
| Победа    | 5-2     | Роберт Гилстрап       | Единогласное решение                                | AMC Pankration: Return of the Gladiators 1                         | 29 июля 2000     | 3     | 5:00  | Рочестер, США              |                                           |
| Поражение | 4-2     | Дэвид Дод             | Болевым приёмом                                     | Extreme Challenge 23                                               | 2 апреля 1999    | 1     | 0:46  | Индианаполис, США          |                                           |
| Победа    | 4-1     | Роджер Неф            | Единогласное решение                                | Ultimate Ring Challenge                                            | 1 марта 1999     | 3     | 5:00  | Уэнатчи, США               |                                           |
| Поражение | 3-1     | Томас Сауэр           | Удушающим приёмом                                   | Extreme Challenge 20                                               | 22 августа 1998  | 1     | 3:47  | Давенпорт, США             |                                           |
| Победа    | 3-0     | Джон Ренфро           | Сдача в результате ударов                           | Ultimate Warrior Challenge                                         | 2 августа 1998   | 1     | 2:45  | Ванкувер, Канада           |                                           |
| Победа    | 2-0     | Сай Кросс             | Удушающим приёмом                                   | United Full Contact Federation: Night of Champions                 | 14 марта 1998    | 1     | 3:47  | Линвуд, США                |                                           |
| Победа    | 1-0     | Лютер Норберг         | Единогласное решение                                | United Full Contact Federation: Gladiators                         | 21 ноября 1997   | 1     | N/A   | Неизвестно                 |                                           |